# Рікі Ламберт
Рікі Лі Ламберт (англ. Rickie Lee Lambert, нар. 16 лютого 1982, Кербі) — англійський футболіст, нападник збірної Англії та «Вест-Бромвіч Альбіон».

## Клубна кар'єра
У дорослому футболі дебютував 1998 року виступами за  «Блекпул», в якій провів два сезони, взявши участь лише у 3 матчах чемпіонату. 
Згодом з 2001 по 2009 рік грав у складі команд клубів «Маклсфілд Таун», «Стокпорт Каунті», «Рочдейл» та «Бристоль Роверз». 2009 року приєднався до складу клубу «Саутгемптон».
2 червня 2014 року за суму 4 мільйони фунтів був підписаний «Ліверпулем», у юнацькій команді якого грав у 1992–1997 роках, на два роки.

## Виступи за збірну
14 серпня 2013 року дебютував в офіційних матчах у складі збірної Англії, вийшовши на заміні у грі проти Шотландії.
| Дата       | Місто  | Господарі | Результат | Гості     | Турнір            | Голи | Примітки |
| ---------- | ------ | --------- | --------- | --------- | ----------------- | ---- | -------- |
| 14/08/2013 | Лондон | Англія    | 3 – 2     | Шотландія | товариський матч  | 1    | 67'      |
| 06/09/2013 | Лондон | Англія    | 4 – 0     | Молдова   | Відбір до ЧС 2014 | 1    | 71'      |
| 10/09/2013 | Київ   | Україна   | 0 – 0     | Англія    | Відбір до ЧС 2014 | -    |          |
| 19/11/2013 | Лондон | Англія    | 0 – 1     | Німеччина | товариський матч  | -    | 76'      |
| Усього     |        | Матчів    | 4         |           | Голів             | 2    |          |